# Rotpunktverlag
Der Rotpunktverlag ist ein Schweizer Buchverlag mit Sitz in Zürich. Das Programm umfasst die Bereiche politisches Sachbuch, zeitgenössische Belletristik sowie Wander- und Freizeitführer.

## Geschichte
Der Verlag wurde 1976 als Genossenschaft «Rotpunkt Verlag (RPV)» auf Beschluss der Parteileitung der Progressiven Organisationen der Schweiz (POCH) mit dem Zweck gegründet, «die Herausgabe und Verbreitung sozialistischer Literatur zu fördern». Die erste Veröffentlichung des Rotpunkt Verlags waren Fidel Castros Ausgewählte Reden zur internationalen Politik 1965–1976.
Der Rotpunkt Verlag war bis Anfang der 1990er Jahre ein basisdemokratisches Freiwilligenprojekt, dessen Mitglieder in häufig wechselnder Besetzung über das Verlagsprogramm entschieden. In diese Zeit fiel unter anderem die Veröffentlichung von Erdnüsse. Totschlagen als Erstlingswerk von Ruth Schweikert, Armer kleiner Dichter, der ich war von Roque Dalton sowie Ich heisse Thomy von Walter Matthias Diggelmann. Der Einfluss der POCH auf die Verlagstätigkeit nahm kontinuierlich ab. 1991 schuf der Verlag die erste bezahlte Arbeitsstelle. Zwei Jahre später wurde das Gestaltungskonzept professionalisiert.
Ab 1995 begann der Verlag, Bücher aus dem Themenbereich Natur und Umwelt zu publizieren. Hintergrund hierfür bildete das aus der ökologischen Linken kommende Interesse an den Alpen als politisches Thema aufgrund der aufkommenden Problembereiche Verkehr, Tourismus, Energie und Landwirtschaft im Alpengebiet. Hier entstanden mit der Zeit das engagierte Wanderbuch sowie kulinarische Führer.
1997 wurde zur Sicherung der verlegerischen Kontinuität die Genossenschaft «Rotpunkt Verlag (RPV)» in eine Aktiengesellschaft umgewandelt, dabei wurde der Verlag in «Rotpunktverlag» umbenannt. Seither erhöhte sich die Anzahl erhältlicher Titel von 99 auf 330 im Jahre 2018. Die Anzahl der veröffentlichten Bücher pro Jahr erhöhte sich von durchschnittlich 11 (1997) auf aktuell 25.

## Verlagsprogramm
Seit vielen Jahren setzt sich das Programm des Rotpunktverlags aus den Programmen Rot – Politisches Sachbuch, Grün – Wandern und Freizeit und Blau – Belletristik in der Edition Blau zusammen.

### «Rot – Politisches Sachbuch»
Das politische Sachbuch hat einen dezidiert politischen Anspruch und hat zum Ziel, einen kritischen Blick auf aktuelle Zeitfragen zu werfen, neue Themen auszuleuchten, Debatten anzustossen, Hintergründe aufzuzeigen, und dabei auch zu unterhalten. Im Jahr 1981 gehörte Pisanis Tagebuch der sandinistischen Revolution in Nicaragua zu den wichtigen Publikationen des Verlags. Ökologie, internationale Politik, soziale und wirtschaftliche Gerechtigkeit sind die Themen, die für den Verlag eine wichtige Rolle einnehmen. Zudem werden auch «Länderporträts» publiziert, die beispielsweise Kuba, die USA, Afghanistan, Kolumbien, Mexiko, Israel, Südafrika, Iran, Syrien oder Eritrea porträtieren. Auch die Schweiz steht oftmals im Mittelpunkt von Publikationen. Autoren des Verlags haben mit ihren Büchern in der Verlagsgeschichte immer wieder die Debatten im Land beeinflusst.

### «Grün – Wandern und Freizeit»
Ab 1992 begannen unter anderen Jürg Frischknecht, Ursula Bauer, Dominik Siegrist und Werner Bätzing mit der Etablierung von «Wanderbuch plus». Grundlagen dafür sollten gründlich recherchierte Hintergrundinformationen zu Natur, Kultur und Ökologie sein. Über die Jahre sind unterschiedliche Formate entstanden, darunter das «Lesewanderbuch» des Autorenpaares Ursula Bauer und Jürg Frischknecht sowie Architektur- oder Kunstwanderbücher. Die Reihe «Naturpunkt», die ebenfalls Mitte der 1990er Jahre entstand, hat sich einem sanften Tourismus verschrieben und behandelt Wandergebiete verschiedener Regionen. Im Rahmen des 20-Jahre-Jubiläums wurde die Reihe unter der Begleitung eines «Naturpunkt-Beirats» überarbeitet. Mittlerweile läuft dieses Programm unter dem Stichwort «Wandern und Freizeit», da das Spektrum dieser Reihe mittlerweile über das Wandern hinausgeht.

### «Blau – Belletristik in der Edition Blau»
Seit Herbst 2016 erscheint das Belletristik-Programm unter dem Label «Edition Blau». Es soll Neu- und Wiederentdeckungen in der deutschsprachigen Literatur und den anderen Schweizer Landessprachen präsentieren. Zu den Verlagsautoren dieses Labels zählen unter anderem Fabio Andina, François-Henri Désérable, Romana Ganzoni, Marie-Hélène Lafon, Franco Supino und Matthias Zschokke sowie aus der Literaturgeschichte S. Corinna Bille, Romain Gary und Cesare Pavese.

## Zeitschriften im Rotpunktverlag
Viceversa Literatur ist eine Schweizer Literaturzeitschrift, die jährlich in drei verschiedenen Ausgaben erscheint, auf Deutsch im Rotpunktverlag, auf Französisch bei den Editions d’en bas (Lausanne) und auf Italienisch bei den Edizioni Casagrande (Bellinzona). Viceversa will das literarische Schaffen der Schweiz über die Sprachgrenzen hinaus bekannt machen und den Kulturaustausch fördern. Angeschlossen ist das Jahrbuch an die Online-Plattform der Schweizer Literaturen viceversaliteratur.ch.

## Autoren
Im Rotpunktverlag erscheinen unter anderem Werke von Daniel Anker, Werner Bätzing, Ursula Bauer, S. Corinna Bille, Susan Boos, Paolo Cognetti, Jürg Frischknecht, Romana Ganzoni, Romain Gary, André Gorz, Marcel Hänggi, Rolf Hermann, Stefan Howald, Al Imfeld, Yael Inokai, Stefan Keller, Pascale Kramer, Fredi Lerch, Carl Albert Loosli, Ueli Mäder, Marie Modiano, Loretta Napoleoni, Peter Niggli, Cesare Pavese, Pippo Pollina, Leta Semadeni, Vandana Shiva, Patrick Spät, Vincenzo Todisco, Werner van Gent, Michael Zeuske, Emil Zopfi und Andreas Zumach.

## Auszeichnungen
- Schweizer Verlag des Jahres 2011
- Schweizer Verlag des Jahres 2019